# Vanilla trigonocarpa
Vanilla trigonocarpa är en orkidéart som beskrevs av Frederico Carlos Hoehne. Vanilla trigonocarpa ingår i släktet Vanilla och familjen orkidéer. Inga underarter finns listade i Catalogue of Life.